# Осипов Василь Миколайович
О́сипов Васи́ль Микола́йович (рос. Осипов Василий Николаевич; 30 грудня 1917 — 16 липня 1991) — радянський військовий льотчик часів Другої світової війни, гвардії майор. Двічі Герой Радянського Союзу (1942, 1944).

## Біографія
Народився 30 грудня 1917 року в місті Петрограді в родині робітника. Росіянин.
До лав РСЧА призваний за спецнабором ЦК ВЛКСМ у 1937 році. У 1940 році закінчив Чкаловське військове авіаційне училище льотчиків.
Учасник німецько-радянської війни з 26 липня 1941 року. Був пілотом 81-го авіаційного полку 50-ї авіаційної дивізії далекої дії, командиром авіаційної ланки 5-го гвардійського авіаційного полку тієї ж дивізії, командиром 3-ї ескадрильї 26-го гвардійського бомбардувального авіаційного полку.
Всього за роки війни на літаках Іл-4, Лі-2 і В-25 здійснив 412 вдалих бойових вильотів на бомбардування військово-промислових, політичних і адміністративних центрів Фінляндії, Румунії, Німеччини, залізничних вузлів і скупчень військ супротивника. Із загальної кількості бойових вильотів 30 здійснив вдень, з них 16 — на далекі цілі. У повітряних боях його екіпаж (штурман — капітан Б. П. Гущин, стрілець-радист — старшина В. І. Синицин, повітряний стрілець — старшина В. Панфілов) збив 6 ворожих літаків.
Після війни обіймав низку командних посад у ВПС СРСР. У 1949 році закінчив Вищу офіцерську льотно-тактичну школу. У 1954 році за станом здоров'я вийшов у запас.
Мешкав і працював у Ленінграді, де й помер 16 липня 1991 року. Похований на Південному цвинтарі.

## Нагороди
Указом Президії Верховної Ради СРСР від 20 червня 1942 року за мужність і відвагу, виявлені у боях з німецько-фашистськими загарбниками, старшому лейтенантові Осипову Василю Миколайовичу присвоєне звання Героя Радянського Союзу з врученням ордена Леніна і медалі «Золота Зірка» (№ 691).
Указом Президії Верховної Ради СРСР від 13 березня 1944 року гвардії капітан Осипов Василь Миколайович нагороджений другою медаллю «Золота Зірка» (№ 19/ІІ).
Також був нагороджений двома орденами Червоного Прапора (05.11.1941, 28.04.1943), орденами Олександра Невського (02.10.1945), Вітчизняної війни 1-го ступеня (11.03.1985) і медалями.

## Пам'ять
У місті Санкт-Петербурзі (Російська Федерація) на алеї Героїв Московського парку Перемоги 15 травня 1948 року встановлено бронзове погруддя роботи скульптора С. Д. Шапошникова.